# سیارک ۵۱۹۶
سیارک ۵۱۹۶ (به انگلیسی: 5196 Bustelli، نامگذاری:3102T-2) پنج هزار و صد و نود و ششمین سیارک کشف شده‌است که در ۳۰ سپتامبر ۱۹۷۳ کشف شد.
قدر مطلق سیارک برابر ۱۲٫۶۰ است.